# الدقاديق
قرية الدقاديق أو نجع الدقاديق هي إحدى القرى التابعة لمركز إدفو في محافظة أسوان في جمهورية مصر العربية.